# Питкас Појнт (Аљаска)
Питкас Појнт (енгл. Pitkas Point) насељено је место без административног статуса у америчкој савезној држави Аљаска.

## Демографија
По попису из 2010. године број становника је 109, што је 16 (-12,8%) становника мање него 2000. године.
| Група             | 2000.    | 2010.    |
| Белци             | 8 (6,4%) | 2 (1,8%) |
| Афроамериканци    | 0 (0,0%) | 0 (0,0%) |
| Азијати           | 0 (0,0%) | 0 (0,0%) |
| Хиспаноамериканци | 0 (0,0%) | 0 (0,0%) |
| Укупно            | 125      | 109      |